# القانون بشأن حماية وظيفة اللغة الأوكرانية لغة للدولة

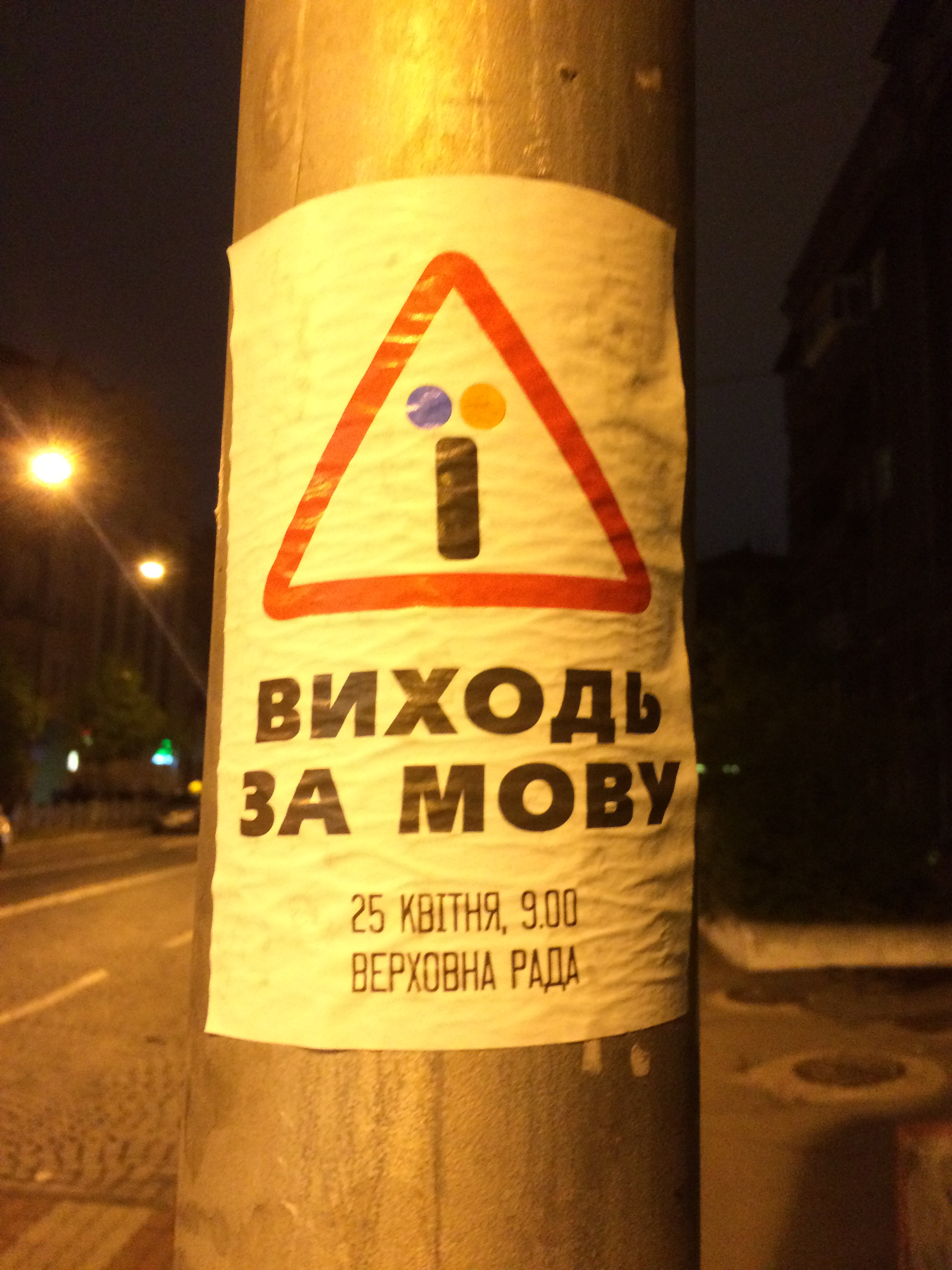
تجاوز اللغة (25 أبريل 2019، VRU)

القانون بشأن توفير أداء اللغة الأوكرانية كلغة للدولة (أو قانون ضمان أداء اللغة الأوكرانية كلغة للدولة أو قانون ضمان استخدام اللغة الأوكرانية لغة رسمية للدولة) والذي اقترح اعتماده النواب في المجلس الأعلى الأوكراني في 9 يونيو 2017، صوّت 278 نائبًا لصالحه فتمّ تمريره 25 أبريل 2019 ودخل حيز التنفيذ منذ 16 يوليو 2019
اُقترح بعد إلغاء القانون اللغوي السابق من قبل المحكمة الدستورية الأوكرانية على أساس المخالفة الإجرائية أثناء التصويت. القانون الجديد أنشأ مؤسستين جديدتين:
- المفوض بشؤون حماية اللغة الرسمية للدولة
- اللجنة الوطنية لمعايير لغة الدولة

يضمن القانون أن تكون الأوكرانية ذات المقام الاستثنائي في استخدامها الرسمي أيْ في التعليم، في الإعلانات التجارية، في أداء المؤسسات الدَوْلِية وغيرها. النواب الموالون لروسيا يعارضون القانون إذ يدعون أنه تمييزي ضد الناطقين بالروسية. دعت روسيا لاجتماع مجلس الأمن التابع للأمم المتحدة إزاء القانون ولكنه رفض مناقشته
في 14 يوليو 2021، اعترفت المحكمة الدستورية لأوكرانيا بأن القانون متوافق مع دستورها

## الروابط
- نص القانون المحدث